# Tucetona hoylei
Tucetona hoylei is een tweekleppigensoort uit de familie van de Glycymerididae. De wetenschappelijke naam van de soort is voor het eerst geldig gepubliceerd in 1899 door Melvill & Standen.